# Sécheresse de 1540 en Europe

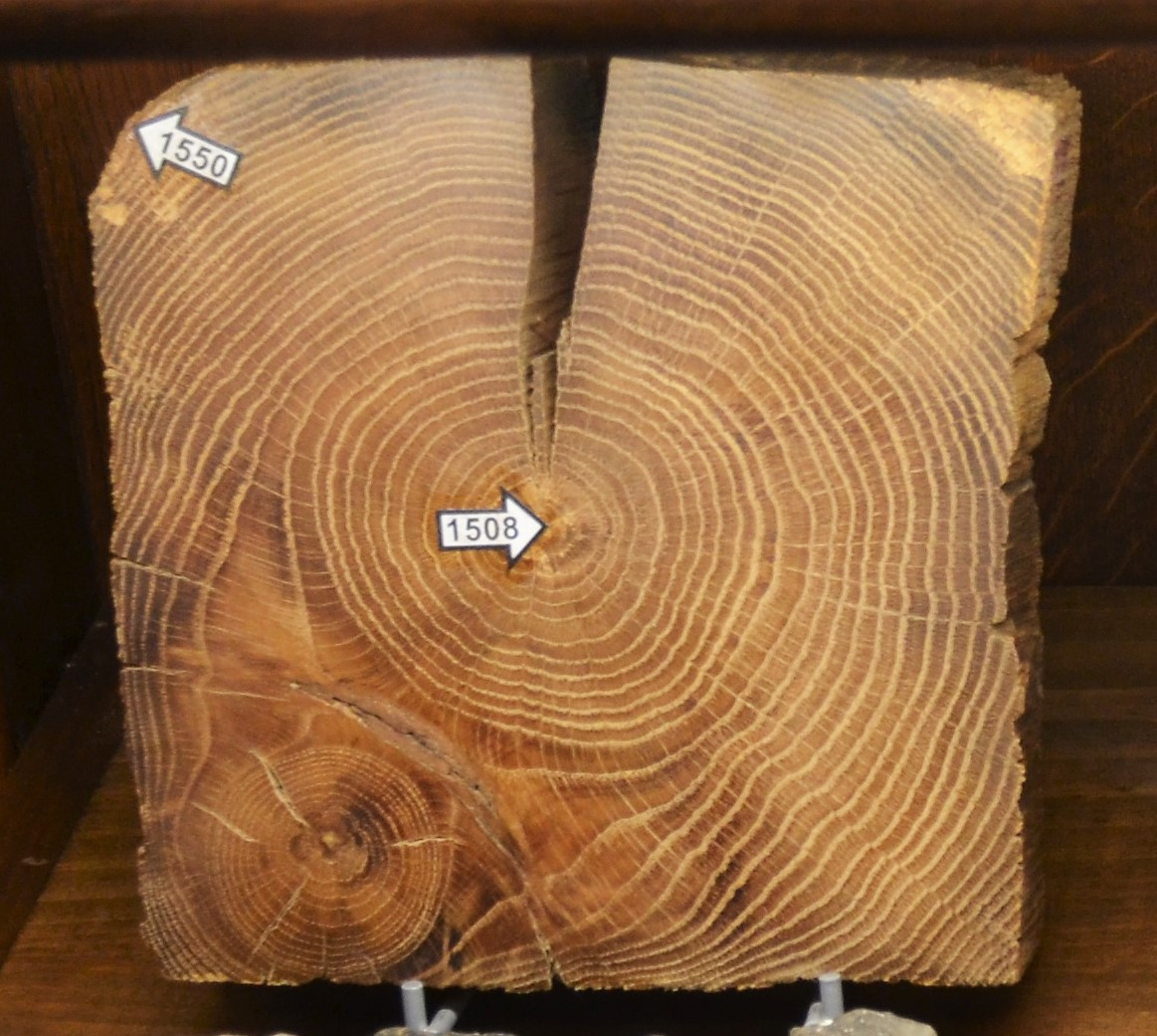
Cernes d'arbre montant, par dendrochronologie, la secheresse de 1540.

La sécheresse de 1540 en Europe est un événement météorologique extrême qui a duré 11 mois. Il a amené des conditions favorables au déclenchement de feux de forêt, mis les rivières à sec, réduit le lac de Constance à l’état de flaque d’eau, donné de très mauvaises récoltes et favorisé les épidémies de dysenterie. Plus d'un million de personnes en Europe seraient mortes en plus par rapport à l'année précédente.
La sécheresse a de multiples conséquences sur les espaces naturels et les communautés humaines. Différentes études paléoclimatologiques ont reconstitué les conditions de température et de précipitations et les ont en partie mises en relation avec les conditions climatiques actuelles et futures.
Sur la base des archives historiques, les scientifiques considèrent principalement qu'il s'agissait d'une période de onze mois au cours de laquelle les pluies étaient rares ou quasiment inexistantes dans de grandes parties de l'Europe, et qu'il pourrait donc s'agir d'une méga-sécheresse. L'événement a été déclenché par une zone de haute pression inhabituellement stable bloquant les courants d'air atlantiques, qui a particulièrement influencé l'Europe centrale, alors qu'au même moment, l'ouest de la Russie était soumis à des averses.